# Marthe Bibesco

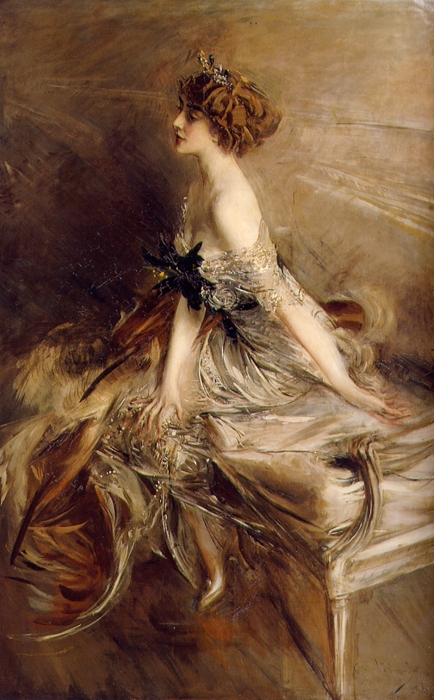
Marthe Bibesco. Målning av Giovanni Boldini 1911

Marthe Lucie Bibesco, född Lahovary 28 januari 1886 i Bukarest, död 28 november 1973 i Paris, var en rumänsk prinsessa och rumänsk-fransk författare.
Bibesco föddes i Rumänien men uppfostrades i Paris, där hon medverkade i Le Temps, Le Figaro och andra Paristidningar. Hon utgav även romaner som Le perroquet vert (1924, "Den gröna papegojan", bemyndigad översättning från franskan av Fulvia Stiernstedt, Åhlén & Åkerlund, 1926) och Catherine-Paris (1927, "Catherine-Paris", översatt av Fulvia Stiernstedt, Norstedt, 1929), samt studier över furstliga personer mot bakgrund av första världskriget i Kungligheter med och utan krona (bemyndigad översättning av Ann-Mari Grönvik, Hökerberg, 1929) och biografier som Le destin de Lord Thomson of Cardington (1932, "Lord Thomson of Cardington: ett livsöde", Bonnier, 1933) och Sir Winston Churchill: en studie i mod, kraft och djärvhet (översättning från engelska av S. Unger, Gothia, 1959).
Bibesco beskrevs av sin älskare Christopher Thomson i dennes krigsdagbok Smaranda (1931, svensk översättning 1933). Under andra världskriget hjälpte Bibesco under vistelse i sitt födelseland de allierade.
Hon var dotter till Rumäniens utrikesminister Ioan Lahovary (1844–1915) och Smaranda "Emma" Mavrocordato (1860–1920). År 1902 gifte hon sig med George Valentin Bibescu (1880–1941). Tillsammans fick de dottern Valentina (1903–1976).